# Плейшор
Плейшор (рум. Plăișor) — село у повіті Бузеу в Румунії. Входить до складу комуни Пенетеу.
Село розташоване на відстані 100 км на північ від Бухареста, 38 км на північний захід від Бузеу, 128 км на захід від Галаца, 71 км на південний схід від Брашова.

## Населення
За даними перепису населення 2002 року у селі проживали 214 осіб, усі — румуни. Усі жителі села рідною мовою назвали румунську.